# Resolutie 902 Veiligheidsraad Verenigde Naties
Resolutie 902 van de Veiligheidsraad van de Verenigde Naties werd op 11 maart 1994 met unanimiteit aangenomen.

## Achtergrond
Nadat er in 1964 geweld was uitgebroken tussen de Griekse en Turkse bevolkingsgroepen op Cyprus stationeerden de VN de UNFICYP-vredesmacht op het eiland. Die macht wordt sindsdien om het half jaar verlengd. In 1974 bezette Turkije het noorden van Cyprus na een Griekse poging tot staatsgreep. In 1983 werd dat noordelijke deel met Turkse steun van Cyprus afgescheurd. Midden 1990 begon het toetredingsproces van (Grieks-)Cyprus tot de Europese Unie, maar de EU erkende de Turkse Republiek Noord-Cyprus vooralsnog niet.

## Inhoud
De Veiligheidsraad:
- herinnert aan zijn eerdere resoluties over Cyprus;
- verwelkomt het rapport van de secretaris-generaal over zijn missie in Cyprus;
- herinnert aan zijn steun aan de eigen eerdere beslissing om zich te concentreren op vertrouwensmaatregelen in verband met Varosha en de internationale luchthaven van Nicosia;
- bevestigt dat die maatregelen beide gemeenschappen en het politieke proces ten goede komen;

1. herhaalt dat de status quo onaanvaardbaar is;
2. verwelkomt het feit dat beide partijen de maatregelen in principe aanvaarden;
3. verwelkomt de naar voren gebrachte ideeën die de discussie over de uitvoering van de maatregelen moet vergemakkelijken en benadrukt dat hierover snel een akkoord moet komen;
4. vraagt de secretaris-generaal om tegen eind maart opnieuw te rapporteren;
5. besluit om de zaak op basis van dat rapport verder te bekijken.

## Verwante resoluties
- Resolutie 839 Veiligheidsraad Verenigde Naties (1993)
- Resolutie 889 Veiligheidsraad Verenigde Naties (1993)
- Resolutie 927 Veiligheidsraad Verenigde Naties
- Resolutie 939 Veiligheidsraad Verenigde Naties

Lijst ·  893 ·  894 ·  895 ·  896 ·  897 ·  898 ·  899 ·  900 ·  901 ·  902 ·  903 ·  904 ·  905 ·  906 ·  907 ·  908 ·  909 ·  910 ·  911 ·  912 ·  913 ·  914 ·  915 ·  916 ·  917 ·  918 ·  919 ·  920 ·  921 ·  922 ·  923 ·  924 ·  925 ·  926 ·  927 ·  928 ·  929 ·  930 ·  931 ·  932 ·  933 ·  934 ·  935 ·  936 ·  937 ·  938 ·  939 ·  940 ·  941 ·  942 ·  943 ·  944 ·  945 ·  946 ·  947 ·  948 ·  949 ·  950 ·  951 ·  952 ·  953 ·  954 ·  955 ·  956 ·  957 ·  958 ·  959 ·  960 ·  961 ·  962 ·  963 ·  964 ·  965 ·  966 ·  967 ·  968 ·  969